# Zázrivá (hora)
Zázrivá (1398 m n. m.) je bezlesá hora v Malé Fatře na Slovensku. Nachází se v hlavním hřebeni lúčanské části pohoří mezi vrcholy Dlhá lúka (1305 m) na severu a Krížava (1451 m) na jihu. Západní svahy spadají do horní části Turské doliny, východní do Lopušné doliny. Vrcholové partie jsou pokryty horskými loukami a poskytují poměrně dobré výhledy.

## Přístup
- po červené  značce z rozcestí Pod Krížavou nebo ze sedla Prašivé